# Phare Año Nuevo
Le phare Año Nuevo est un phare situé au sud-est de l'île Observatorio, l'une des îles Año Nuevo, (Département de Río Grande), dans la province de Terre de Feu en Argentine.
Il est géré par le Servicio de Hidrografía Naval (SHN) de la marine.
Le phare est classé monument historique national depuis le 10 novembre 2010.

## Histoire
Lors du 7e congrès du International Geography de Berlin en 1899, la Royal Geographical Society et le British National Antarctic Expedition, demandent au gouvernement argentin une coopération d'une construction d'un phare, d'une station météo et d'un observatoire (magnetic field). L'objectif est de créer un lieu d'assistance aux navires des expéditions vers l'Antarctique comme la vérification et l'ajustement des instruments de navigation. Les responsables argentins acceptèrent et proposèrent les îles Año Nuevo. Le site fut inauguré en 1902.
Le site vit passer Jean-Baptiste Charcot avec le navire Français et Otto Nordenskjöld avec le navire Antarctic.
La station et l'observatoire furent démantelés en 1917.

## Description

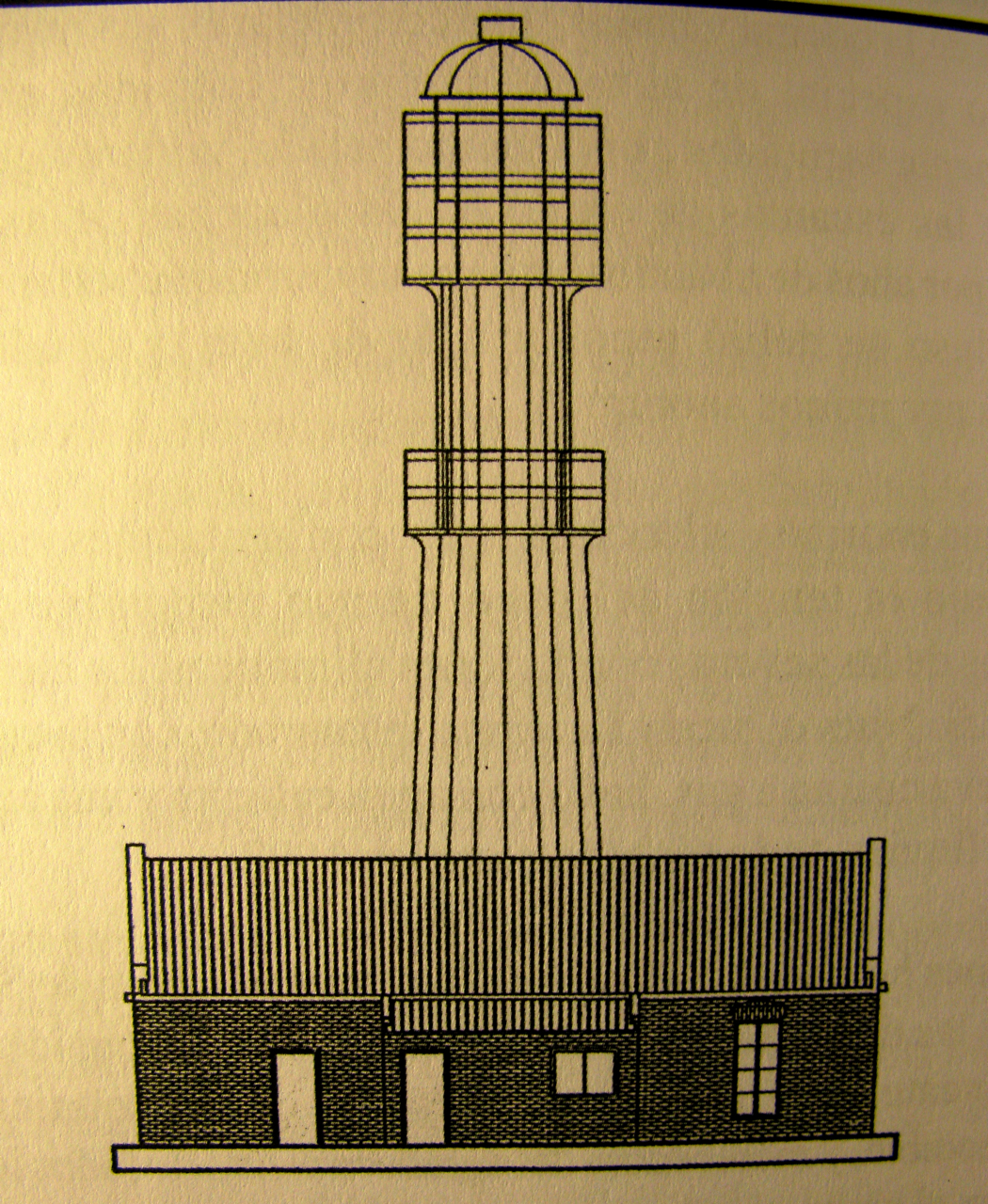
Croquis du phare et de l'édifice

Il a été construit et mis en fonctionnement le 1er octobre 1902 en remplacement du phare de San Juan del Salvamento dit Phare du bout du monde. Il est toujours aujourd'hui en fonctionnement. Son autonomie est assurée par des panneaux solaires.
C'est une tour de 23,50 m de haut, peinte de bandes horizontales blanches et grises. En haut des 65,5 m au-dessus du niveau de la mer, il émet trois éclats blancs, séparés de 8 secondes, par période de 32 secondes. Sa portée focale est de 21 milles (environ 39 km). Un ancien bâtiment de gardiens, construit en briques rouges, se situe au pied de la tour.
Identifiant : ARLHS : ARG-003 - Amirauté : G1279 - NGA : 110-20268 .

### Sources et bibliographie
- (es) Isla de Los Estados, Carta Historica, Zagier & Urruty Publications, 2001 (ISBN 1-879568-84-5)
- (es) Lic. Carlos Pedro Vairo, La Isla de Los Estados y El Faro del Fin del Mundo, Zagier & Urruty Publications, 1998 (ISBN 1-879568-52-7)
- (en) Patagonia & Tierra del Fuego, Nautical Guide, Éditrice Incontri Nautici, 2007, 2e éd. (ISBN 978-88-85986-34-3 et 88-85986-34-X)